# Anticipation (intelligence artificielle)
Pour les articles homonymes, voir Anticipation.
En intelligence artificielle (IA), l'anticipation se produit lorsqu'un agent prend des décisions basées sur ses croyances explicites au sujet de l'avenir. De façon plus générale, l'anticipation peut également faire référence à la capacité d'agir qui prenne en compte les événements futurs de façon appropriée, sans nécessairement posséder un modèle précis de l'avenir.

## Dans l'IA
Un agent recourant à anticipation essaierait de prédire l'état futur de l'environnement (la météo, dans ce cas) et d'utiliser les prédictions dans la prise de décision. Par exemple, Si le ciel est nuageux et la pression de l'air est faible, il va probablement pleuvoir bientôt, donc prends le parapluie avec toi. Autrement, laisse le parapluie à la maison. Ces règles prennent explicitement en compte les événements futurs possibles.
En 1985, Robert Rosen a défini un système anticipatif comme suit :
Un système contenant un modèle de prévision de lui-même et/ou de son environnement, ce qui lui permet de changer d'état à un instant en accord avec les prédictions du modèle concernant un instant ultérieur.
Dans une certaine mesure, la définition de la prévision de Rosen s'applique à tout système intégrant l'apprentissage automatique. La question est de savoir dans quelle mesure le comportement d'un système doit ou peut être déterminé par ce raisonnement anticipatif et par la planification en ligne. La question de la place des designers du système se pose également.

## Chez les animaux
Les humains peuvent prendre des décisions fondées explicitement sur des croyances à propos de l'avenir. De façon plus générale, les animaux peuvent agir d'une façon appropriée qui prenne en compte les événements futurs, même s'ils n'ont pas nécessairement de modèle cognitif explicite de l'avenir. L'évolution a très probablement façonné des caractéristiques systémiques plus simples qui entraînent des comportements d'anticipation adaptatifs dans certains domaines. Par exemple, l'hibernation est un comportement d'anticipation, mais ne semble pas avoir été pilotée par un modèle cognitif de l'avenir.